# Léon Deloy
Léon Émile Paul Théodore Deloy (anhörenⓘ; * 4. Februar 1894 in Paris; † 21. Januar 1969 in Monte-Carlo) war ein französischer Sportschütze und Amateurfunk-Pionier mit dem Rufzeichen F8AB.
Er stellte am 28. November 1923 (GMT) mit dem US‑Amerikaner Fred H. Schnell die erste interkontinentale Zweiweg-Funkverbindung auf Kurzwelle her, von Nizza (Lage) nach West Hartford, Connecticut, auf einer Wellenlänge von ca. 110 Metern.
Als Sportschütze nahm Deloy an den Olympischen Sommerspielen 1924 in Paris teil und wurde 1930 in Rom Europameister.
Léon Deloy war ein Enkel des Astronomen Camille Flammarion. Er wurde 1935 in die Ehrenlegion aufgenommen. In Nizza ist ein Straßentunnel nach ihm benannt.